# Scherma ai Giochi della XIV Olimpiade
La scherma alle Olimpiadi estive del 1948 fu rappresentata da sette eventi.

## Eventi
| Arma     | Uomini      | Uomini    | Donne       | Donne     | Totale |
| Arma     | Individuale | A squadre | Individuale | A squadre | Totale |
| -------- | ----------- | --------- | ----------- | --------- | ------ |
| Spada    | ■           | ■         | N/D         | N/D       | 2      |
| Fioretto | ■           | ■         | ■           | N/D       | 3      |
| Sciabola | ■           | ■         | N/D         | N/D       | 2      |
| Totale   | 3           | 3         | 1           | 0         | 7      |

## Calendario
| Scherma ai Giochi della XIV Olimpiade | Scherma ai Giochi della XIV Olimpiade | Scherma ai Giochi della XIV Olimpiade | Scherma ai Giochi della XIV Olimpiade | Scherma ai Giochi della XIV Olimpiade | Scherma ai Giochi della XIV Olimpiade | Scherma ai Giochi della XIV Olimpiade | Scherma ai Giochi della XIV Olimpiade | Scherma ai Giochi della XIV Olimpiade | Scherma ai Giochi della XIV Olimpiade | Scherma ai Giochi della XIV Olimpiade | Scherma ai Giochi della XIV Olimpiade | Scherma ai Giochi della XIV Olimpiade | Scherma ai Giochi della XIV Olimpiade | Scherma ai Giochi della XIV Olimpiade | Scherma ai Giochi della XIV Olimpiade | Scherma ai Giochi della XIV Olimpiade | Scherma ai Giochi della XIV Olimpiade |
| Eventi / Giorni                       | Luglio/Agosto 1948                    | Luglio/Agosto 1948                    | Luglio/Agosto 1948                    | Luglio/Agosto 1948                    | Luglio/Agosto 1948                    | Luglio/Agosto 1948                    | Luglio/Agosto 1948                    | Luglio/Agosto 1948                    | Luglio/Agosto 1948                    | Luglio/Agosto 1948                    | Luglio/Agosto 1948                    | Luglio/Agosto 1948                    | Luglio/Agosto 1948                    | Luglio/Agosto 1948                    | Luglio/Agosto 1948                    | Luglio/Agosto 1948                    | Luglio/Agosto 1948                    |
| Eventi / Giorni                       | 29                                    | 30                                    | 31                                    | 1                                     | 2                                     | 3                                     | 4                                     | 5                                     | 6                                     | 7                                     | 8                                     | 9                                     | 10                                    | 11                                    | 12                                    | 13                                    | 14                                    |
| ------------------------------------- | ------------------------------------- | ------------------------------------- | ------------------------------------- | ------------------------------------- | ------------------------------------- | ------------------------------------- | ------------------------------------- | ------------------------------------- | ------------------------------------- | ------------------------------------- | ------------------------------------- | ------------------------------------- | ------------------------------------- | ------------------------------------- | ------------------------------------- | ------------------------------------- | ------------------------------------- |
| Gare maschili                         |                                       |                                       |                                       |                                       |                                       |                                       |                                       |                                       |                                       |                                       |                                       |                                       |                                       |                                       |                                       |                                       |                                       |
| Fioretto individuale                  |                                       |                                       |                                       |                                       |                                       | Eliminatorie                          | Finale                                |                                       |                                       |                                       |                                       |                                       |                                       |                                       |                                       |                                       |                                       |
| Fioretto a squadre                    |                                       | Eliminatorie                          | Finale                                |                                       |                                       |                                       |                                       |                                       |                                       |                                       |                                       |                                       |                                       |                                       |                                       |                                       |                                       |
| Spada individuale                     |                                       |                                       |                                       |                                       |                                       |                                       |                                       |                                       |                                       | Eliminatorie                          |                                       | Finale                                |                                       |                                       |                                       |                                       |                                       |
| Spada a squadre                       |                                       |                                       |                                       |                                       |                                       |                                       |                                       | Eliminatorie                          | Finale                                |                                       |                                       |                                       |                                       |                                       |                                       |                                       |                                       |
| Sciabola individuale                  |                                       |                                       |                                       |                                       |                                       |                                       |                                       |                                       |                                       |                                       |                                       |                                       |                                       |                                       | Eliminatorie                          | Finale                                |                                       |
| Sciabola a squadre                    |                                       |                                       |                                       |                                       |                                       |                                       |                                       |                                       |                                       |                                       |                                       |                                       | Eliminatorie                          | Finale                                |                                       |                                       |                                       |
| Gare femminili                        |                                       |                                       |                                       |                                       |                                       |                                       |                                       |                                       |                                       |                                       |                                       |                                       |                                       |                                       |                                       |                                       |                                       |
| Fioretto individuale                  |                                       |                                       | Eliminatorie                          |                                       | Finale                                |                                       |                                       |                                       |                                       |                                       |                                       |                                       |                                       |                                       |                                       |                                       |                                       |

## Podi

### Uomini
| Evento                          | Oro                                                                                               | Argento | Bronzo |
| Spada                           |                                                                                                   | | |
| Spada individuale (dettagli)    | Luigi Cantone                                                                                     | Oswald Zappelli | Edoardo Mangiarotti                                                                                                   |
| Spada a squadre (dettagli)      | Francia Henri Guérin Henri Lepage Marcel Desprets Michel Pécheux Édouard Artigas Maurice Huet     | Italia Edoardo Mangiarotti Carlo Agostoni Dario Mangiarotti Luigi Cantone Marco Antonio Mandruzzato Fiorenzo Marini | Svezia Sven Thofelt Per Carleson Frank Cervell Carl Forssell Bengt Ljungquist Arne Tollbom                            |
| Fioretto                        |                                                                                                   | | |
| Fioretto individuale (dettagli) | Jéhan Buhan                                                                                       | Christian d'Oriola                                                                                                  | Lajos Maszlay |
| Fioretto a squadre (dettagli)   | Francia André Bonin Jéhan Buhan Jacques Lataste René Bougnol Christian d'Oriola Adrien Rommel     | Italia Edoardo Mangiarotti Manlio Di Rosa Renzo Nostini Giuliano Nostini Giorgio Pellini Saverio Ragno              | Belgio Georges de Bourguignon Henri Paternóster Édouard Yves Raymond Bru André Van De Werve De Vorsselaer Paul Valcke |
| Sciabola                        |                                                                                                   | | |
| Sciabola individuale (dettagli) | Aladár Gerevich                                                                                   | Vincenzo Pinton | Pál Kovács |
| Sciabola a squadre (dettagli)   | Ungheria Aladár Gerevich Tibor Berczelly Rudolf Kárpáti Pál Kovács László Rajcsányi Bertalan Papp | Italia Vincenzo Pinton Gastone Darè Carlo Turcato Mauro Racca Aldo Montano Renzo Nostini                            | Stati Uniti Norman Cohn-Armitage George Worth Tibor Nyilas Dean Cetrulo Miguel deCapriles James Flynn                 |

### Donne
| Evento                          | Oro        | Argento        | Bronzo      |
| Spada                           |            |                |             |
| Fioretto individuale (dettagli) | Ilona Elek | Karen Lachmann | Ellen Preis |

## Medagliere
| Posizione | Paese       |   |   |   | Totale |
| --------- | ----------- | - | - | - | ------ |
| 1         | Francia     | 3 | 1 | 0 | 4      |
| 2         | Ungheria    | 3 | 0 | 2 | 5      |
| 3         | Italia      | 1 | 4 | 1 | 6      |
| 4         | Svizzera    | 0 | 1 | 0 | 1      |
| 4         | Danimarca   | 0 | 1 | 0 | 1      |
| 6         | Austria     | 0 | 0 | 1 | 1      |
| 6         | Belgio      | 0 | 0 | 1 | 1      |
| 6         | Stati Uniti | 0 | 0 | 1 | 1      |
| 6         | Svezia      | 0 | 0 | 1 | 1      |
| Totale    | Totale      | 7 | 7 | 7 | 21     |